# واش‌مرغ‌های دم‌پهن
واش‌مرغ‌های دم‌پهن یا واش‌مرغ‌های هندی (نام علمی: Schoenicola) یکی از سرده‌های سسک‌های جهان قدیم در خانواده سسک‌های دم‌بزرگ است. دو گونه وجود دارد و هر دو از شبه جزیره هند هستند. این سرده در زیر خانواده Megalurinae جای دارد.
سردهٔ کنونی دارای گونه‌های زیر است:
- واش‌مرغ سبیل‌دار (Schoenicola striatus)
- واش‌مرغ دم‌پهن (Schoenicola platyurus)